# قائمة أطول المباني في أوروغواي
هذه القائمة من أطول الهياكل في أوزبكستان صفوف ناطحات السحاب والأبراج وغيرها من الهياكل في أوروغواي على أساس ارتفاع الرسمية.
| مرتبة | بناء                                   | مدينة          | الارتفاع | عدد الطوابق | عام  | المهندسين المعماريين)                    |
| ----- | -------------------------------------- | -------------- | -------- | ----------- | ---- | ---------------------------------------- |
| 1     | برج الاتصالات                          | مونتيفيديو     | 158 م    | 35          | 2002 | كارلوس أوت                               |
| 2     | برج مركز التجارة العالمي الرابع        | مونتيفيديو     | 140 م    | 40          | 2013 | المغني ، كيملمان ، فلوم                  |
| 3     | المنطقة الحرة بمركز التجارة العالمي    | مونتيفيديو     | 115 م    | 23          | 2011 | المغني ، كيملمان ، فلوم                  |
| 4     | برج مركز التجارة العالمي الأول         | مونتيفيديو     | 105 م    | 25          | 2001 | المغني ، كيملمان ، فلوم                  |
| 5     | برج مركز التجارة العالمي الثاني        | مونتيفيديو     | 105 م    | 25          | 2002 | المغني ، كيملمان ، فلوم                  |
| 6     | المنطقة الحرة بمركز التجارة العالمي II | مونتيفيديو     | 100 م    | 22          | 1996 | المغني ، كيملمان ، فلوم                  |
| 7     | انظر برافا                             | بونتا ديل إستي | 100 م    | 30          | 2015 | Melinzki Asociados / De Pascale - بوراسي |
| 8     | بالاسيو سالفو                          | مونتيفيديو     | 95 م     | 27          | 1928 | ماريو بالانتي                            |
| 9     | برج مركز التجارة العالمي الثالث        | مونتيفيديو     | 90 م     | 25          | 2020 | المغني ، كيملمان ، فلوم                  |
| 10    | برج ترامب                              | بونتا ديل إستي | 85 م     | 26          | 2020 | Dujovne-Hirsch & Associates              |
| 11    | Edificio Plaza Alemania                | مونتيفيديو     | 80 م     | 22          | 2019 | رافائيل فينيولي                          |

## الصور

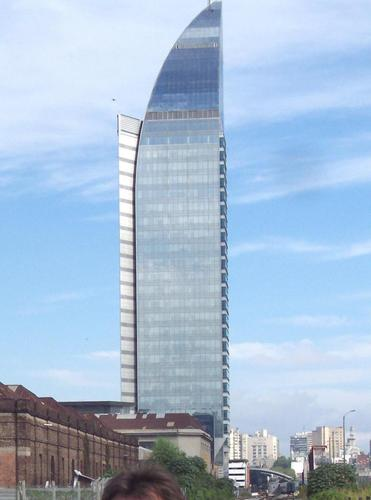
برج الاتصالات
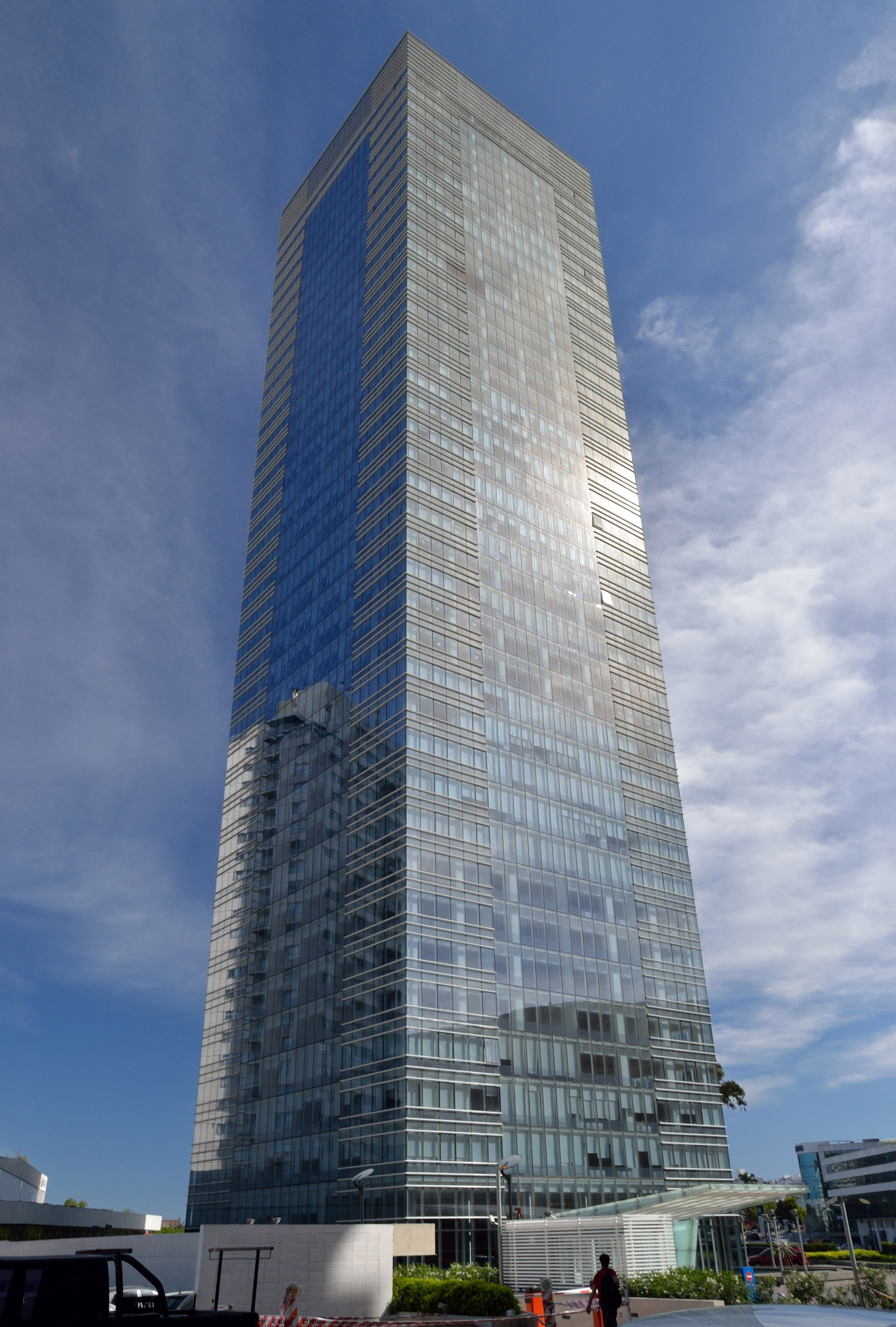
برج مركز التجارة العالمي الرابع
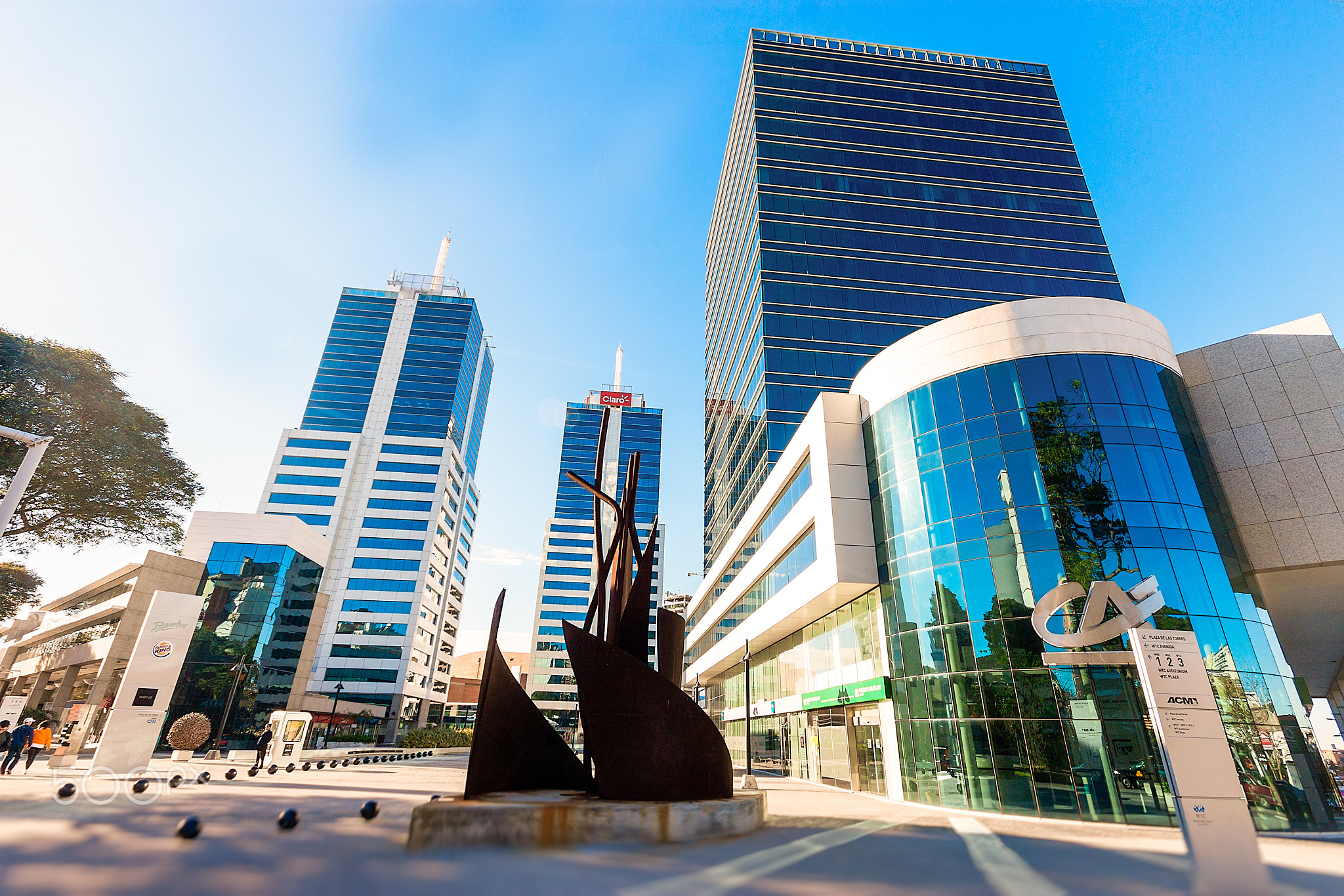
مركز التجارة العالمي
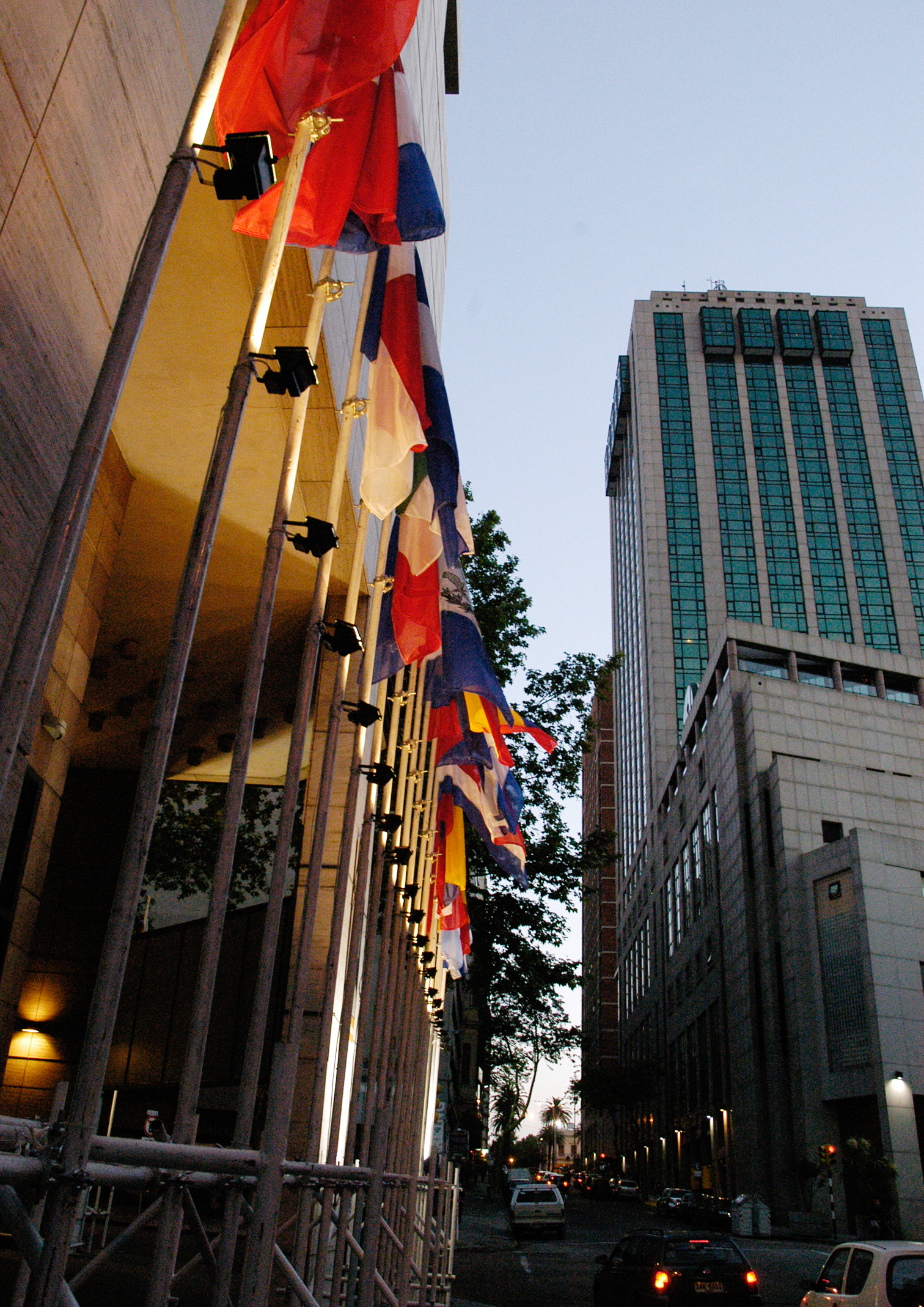
فندق راديسون فيكتوريا بلازا
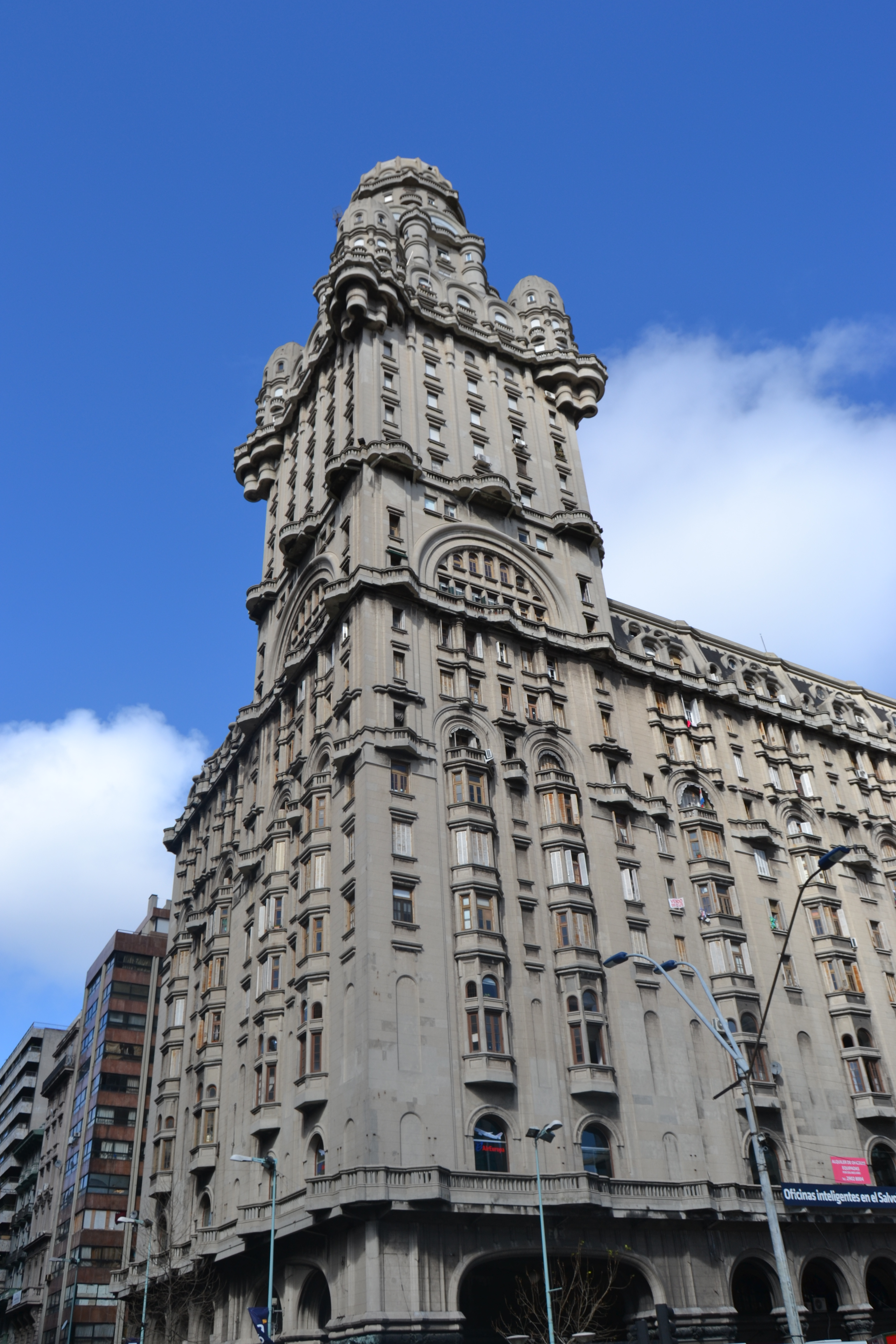
بالاسيو سالفو